# Larissa Araújo
Larissa Faiz Munhoz Araújo (født 11. juli 1992) er en kvindelig brasiliansk håndboldspiller, som spiller i rumænske CS Universitatea Cluj-Napoca og Brasiliens kvindehåndboldlandshold.